# Повіт Самбу
Пові́т Са́мбу (яп. 山武郡, さんぶぐん, МФА: [sambu guɴ]) — повіт в префектурі Тіба, Японія. 
Кадастрова площа — 134,1 км².
Населення — 49 488 осіб (станом на січень 2013).